# Lise de Baissac
Pour les articles homonymes, voir Baissac.
Lise de Baissac (née le 11 mai 1905 à Curepipe et morte 29 mars 2004 à Marseille) est un agent secret mauricien du Special Operations Executive (SOE) pendant la Seconde Guerre mondiale. Elle fut l’un des quatorze Mauriciens engagés par le SOE, en raison notamment de leur connaissance des deux langues, l’anglais et le français.

## Biographie
Lise de Baissac est née à Curepipe sur l'Île Maurice en 1905 et parle deux langues : le français et l'anglais. En 1919, sa famille arrive à Paris où son père travaille dans les assurances. Lors de l'Exode, elle fuit vers le Sud, en Dordogne sous le contrôle du gouvernement de Vichy. Avec l'aide du consulat américain, elle gagne l'Angleterre par le Portugal et retrouve son frère Claude à Londres. Celui-ci est déjà membre du SOE et la recommande lorsque ce dernier s'ouvre aux femmes. Elle fait partie de la seconde session de formation de mai 1942 avec Jacqueline Nearne, Mary Herbert et Odette Sansom sous couvert d'une mission pour le First Aid Nursing Yeomanry (FANY).

### Première mission en France
Dans la nuit du 23 au 24 septembre 1942, première tentative de parachutage d'Andrée Borrel « Denise » et de Lise de Baissac « Odile », mais le pilote du bombardier Whitley n'autorise pas le parachutage car les lampes au sol sont mal placées. Dans la nuit suivante, du 24 au 25 septembre, « Denise » puis « Odile » sautent enfin, et deviennent ainsi les deux premières femmes parachutées en France par le SOE. Elles se trouvent au lieu-dit Bois-Renard, près de la Loire, sur la commune de Saint-Laurent-Nouan.
Après quelques jours passés avec Borrel, qui la familiarise avec les nouveaux usages en France, elles se séparent, Borrel partant pour Paris et de Baissac pour Poitiers. Là, elle a pour mission de monter un nouveau réseau nommé ARTIST qui devra coopérer avec le réseau SCIENTIST de son frère à Bordeaux. Sous le nom de Irène Brisse, une veuve cherchant la paix et la tranquillité, elle trouve un appartement près du quartier général de la Gestapo sans attirer l'attention. Elle sert d'agent de liaison entre plusieurs réseaux, organise les sabotages et prend des renseignements sur les faits et gestes allemands.
En juin 1943, le réseau PHYSICIAN s'écroule, entraînant de nombreux espions dans la chute. Soupçonnant que son réseau et celui de son frère sont infiltrés, Lise de Baissac est rappelée à Londres le 16 août. Là, elle devient instructeur du SOE le temps d'être affectée à une nouvelle mission. Pendant ces exercices, elle se casse la jambe, ce qui recule son renvoi en France.

### Deuxième mission en France
Dans la nuit du 9 au 10 avril 1944, un Lysander la dépose près de Villers-les-Ormes. Sous le nouveau nom de guerre « Marguerite », elle vient travailler pour le réseau PIMENTO, dont le chef est Tony Brooks. Cependant, elle entre en conflit avec le groupe.
Elle rejoint son frère Claude de Baissac, qui a été parachuté en février et agit en Normandie en ayant formé un nouveau réseau Scientist. Il s'agit principalement de reconnaître de grands terrains d’atterrissage qui pourraient être tenus pendant 48 heures pendant que des troupes aéroportées s’y établiraient. Lise passe les courriers. Se déplaçant à vélo, de jour comme de nuit, transportant des instructions et des ordres aux maquis et rapportant sur leurs activités. Entre mai et le débarquement, elle organise trente-cinq parachutages d'armes et récupère douze agents SOE, des officiers SAS et des équipes Jedburgh,.

### Après la guerre
Elle rentre en Angleterre en septembre 1944 et participe au défilé de la Victoire le 8 mai 1945 à Londres. Elle est alors reçue par la reine Elizabeth Bowes-Lyon, femme de George VI.
Après la guerre, elle travaille pour le British Broadcasting Corporation et épouse son amour d'enfance, le décorateur d'intérieur Gustave Villameur. Elle meurt le 29 mars 2004 à Marseille.

## Distinctions
- Chevalier de la Légion d'honneur[5]
- Croix de guerre 1939–1945[5]
- Ordre de l'Empire britannique à titre civil[5]

## Monument

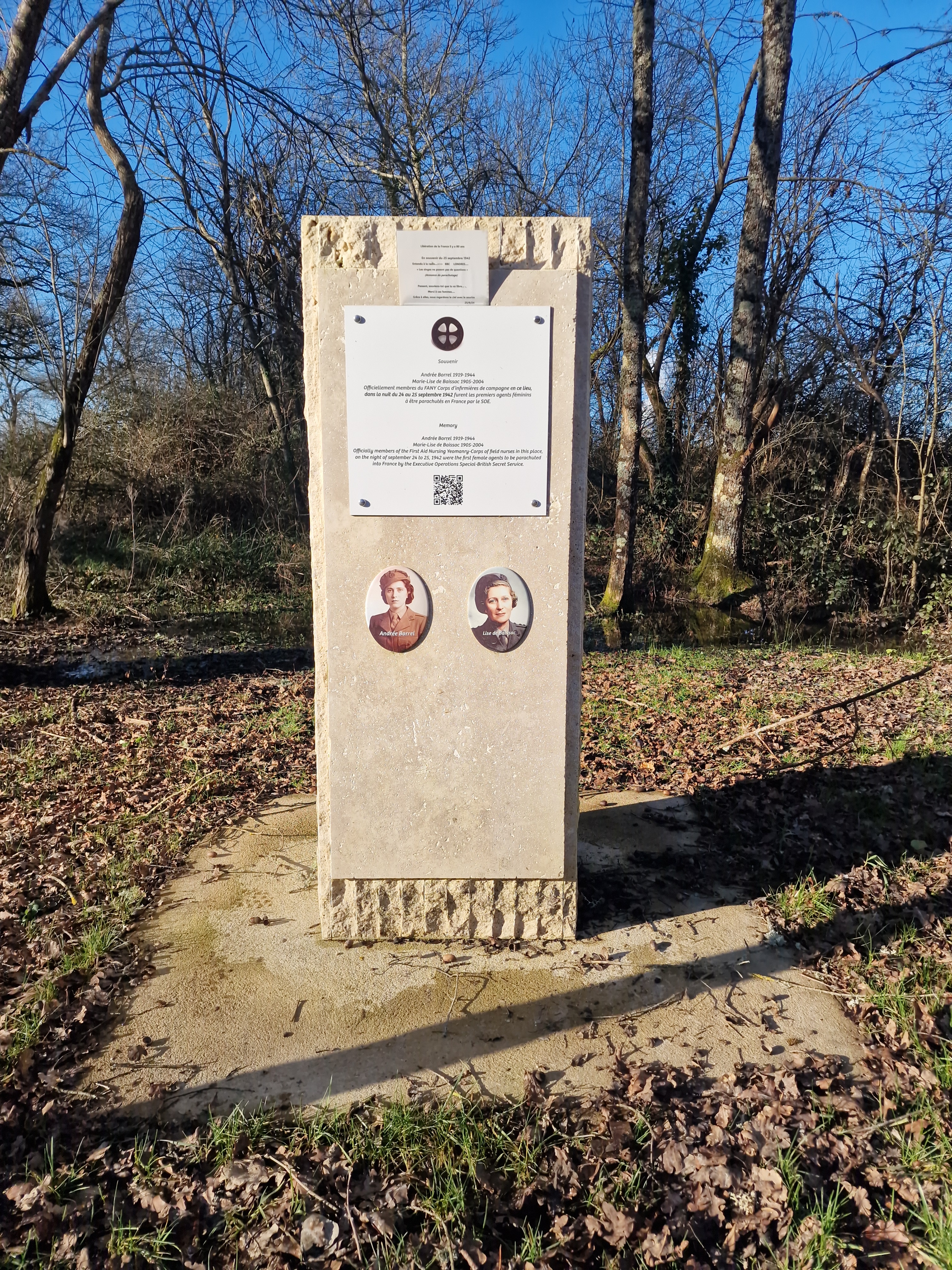
Vue d'ensemble du monument érigé à la mémoire d'Andrée Borrel et Marie-Lise de Baissac sur la commune de Saint-Laurent-Nouan au lieu-dit Bois-Renard, lieu de leur parachutage dans la nuit de 24 au 25 septembre 1942. Inauguré le 25 septembre 2022.

Monument érigé à la mémoire d'Andrée Borrel et Marie-Lise de Baissac sur la commune de Saint-Laurent-Nouan (Loir-et-Cher) au lieu-dit Bois-Renard, lieu de leur parachutage dans la nuit de 24 au 25 septembre 1942. Inauguré le 25 septembre 2022. Coordonnées GPS : 47.664599,1.600769.

## Identités
- État civil : Lise Marie Jeannette de Baissac, épouse Villameur
- Comme agent du SOE, section F :
  - Nom de guerre (field name) : « Odile » (première mission) ; « Marguerite » (deuxième mission)
  - Nom de code opérationnel : Artist (en français Artiste)
  - Faux papiers :
    - première mission : Irène Brisse, veuve domiciliée à Paris, archéologue amateur cherchant des spécimens de pierres[8].
    - deuxième mission (CI du 6 juillet 1943, Bordeaux) : Jeannette Bouville, née le 11 mai 1907 à Nice ; dom. 175 rue de la Trésorerie, Bordeaux ; taille : 1,67 m. ; cheveux : blonds ; yeux : gris vert ; nez : droit.

  - Autre pseudo : Adèle[9]

Parcours militaire :
- FANY
- SOE, section F

## Famille
- Son père : Marie Louis Marc de Boucherville Baissac (1878-1945).
- Sa mère : Marie Louise Jeannette Dupont.
- Son frère cadet : Claude de Baissac fut également agent du SOE.
- Son second frère : Jean Baissac, major de l'infanterie britannique.
- Son mari : Gustave Villameur, architecte, peintre et décorateur. Mariage en 1950.
- Son grand-père, Louis Édouard Baissac (1841-1907), était le frère de Charles Baissac, qui a décrit le créole mauricien et collecté les contes traditionnels de l'île.

## Film
Lors de la promotion du film français Les Femmes de l'ombre (2008), de Jean-Paul Salomé, l'engagement de Lise de Baissac et de son frère dans la résistance a été mentionné comme source d'inspiration pour construire le scénario, même si, comme l'a précisé le réalisateur, « le film n'est en aucun cas leur biographie ».

## Hommages
Une rue du 3e arrondissement de Marseille porte son nom.